# Philosophiae Naturalis Principia Mathematica
Philosophiæ Naturalis Principia Mathematica ('Principis matemàtics de la filosofia natural'), sovint abreujat també com els Principia o Principia Mathematica, és un llibre de ciència escrit per Isaac Newton. Publicat per primer cop el 1687, a instàncies del seu amic Edmond Halley; Newton hi descrivia els seus descobriments en física i càlcul matemàtic. Aquesta obra va marcar un punt d'inflexió en la història de la ciència.
La seva publicació s'havia retardat enormement per la por de Newton al fet que altres intentessin apropiar-se de les seves descobertes. Els tres llibres de l'obra contenen els fonaments de la física i l'astronomia, escrits en el llenguatge de la geometria pura. El “Llibre I” conté el mètode de les "primeres i últimes raons" i, en forma de notes, es troba com a annex del “Llibre III” la teoria de les fluxions. Encara que aquesta obra monumental li va aportar un gran renom, va resultar un treball difícil de llegir en l'actualitat a causa del llenguatge i to utilitzats. És per això que, en el càlcul diferencial, per exemple, és la notació de Leibniz la que s'ha anat imposant, més intuïtiva i que facilita els càlculs. La notació de Newton resulta més pesada.
En el camp de la mecànica, va recopilar la seva obra en descobriments de Galileo Galilei i va enunciar les tres lleis de Newton. D'aquestes, va poder deduir la força gravitatòria entre la Terra i la Lluna; i va demostrar que aquesta és directament proporcional al producte de les masses i inversament proporcional al quadrat de la distància, multiplicant aquest quocient per una constant anomenada constant gravitatòria universal. A més a més, va tenir la gran intuïció de generalitzar aquesta llei a tots els cossos de l'univers, amb la qual cosa aquesta equació es va convertir en la llei de la gravitació universal.
L'exemplar de la primera edició que va pertànyer a Newton, que contenia anotacions i correccions manuscrites, està guardat a la Biblioteca Wren del Trinity College de Cambridge. També hi ha conservada una primera edició a la biblioteca del University College de Londres.
Va existir una polèmica dels Principia Mathematica relacionada amb qui havia estat l'inventor del càlcul, títol que es van disputar Newton i Leibniz. El cert és que, si bé Leibniz va publicar abans les seves idees, Newton havia elaborat tota la seva teoria molt abans, però trigà a publicar-la.